# Julius Kinner

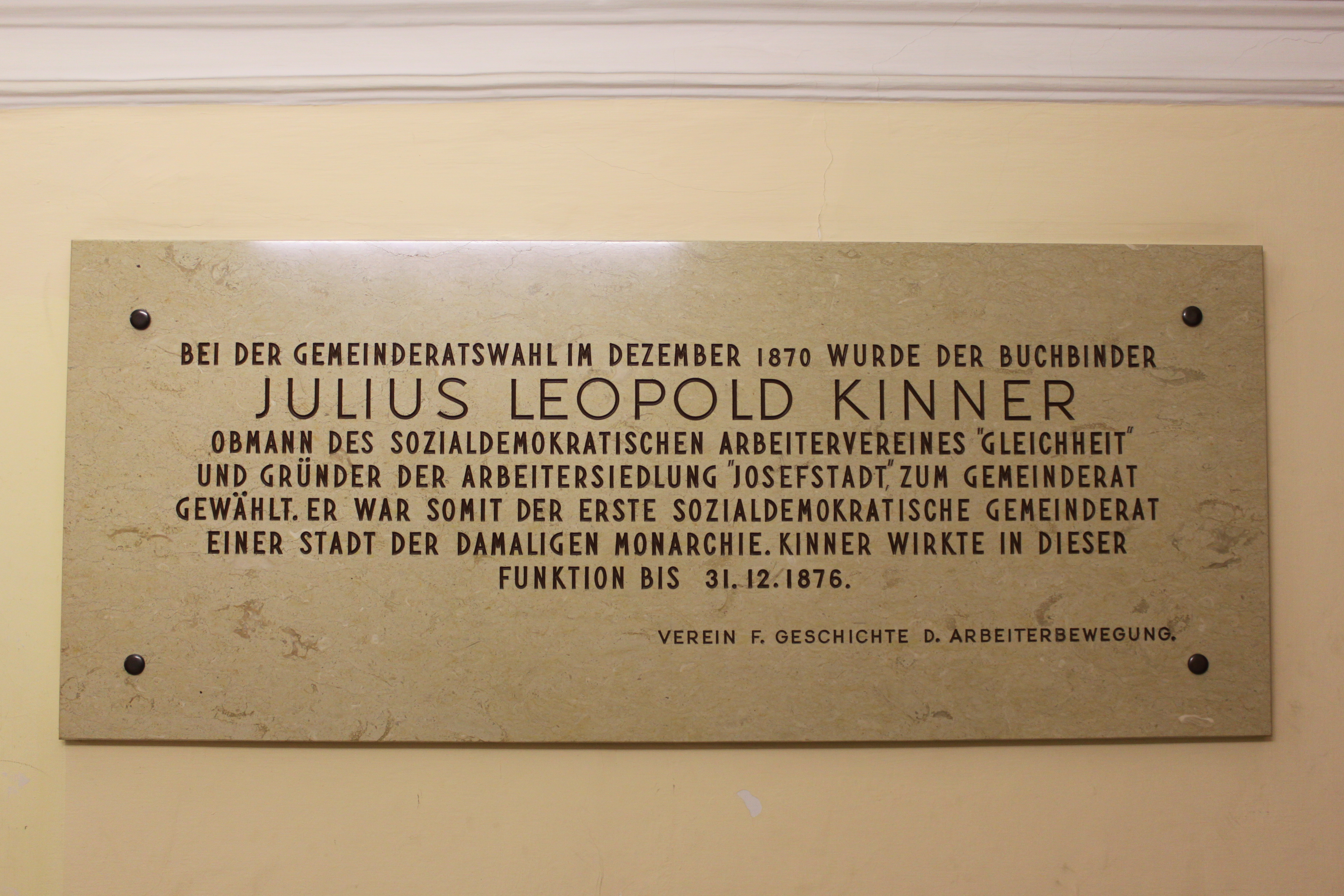
Gedenktafel zu Julius Leopold Kinner im Rathaus in Wiener Neustadt

Julius Leopold Kinner (* 31. März 1837 in Wien; † 6. Februar 1894 in Matzendorf, Niederösterreich) war ein österreichischer Buchbinder, Kommunalpolitiker und Gastwirt. Er gründete im Jahre 1869 eine Arbeiter-Bau-Genossenschaft, womit die Vereinssiedlung und das heutige Stadtviertel Josefstadt von Wiener Neustadt gebildet wurde. Er war von 1870 bis 1876 Gemeinderat von Wiener Neustadt und damit historisch der erste Gemeinderat der SPÖ.

## Kindheit und Lehrjahre
Kinner kam von Wien als Vierjähriger nach Wiener Neustadt, weil sein Vater im Zuge der Errichtung der Südbahn im Heizhaus eine Arbeit gefunden hat. In Wiener Neustadt erlebt er als Zehnjähriger die Revolution und die militärische Reaktion von 1848. Während seiner Schulzeit erlitt er einen Unfall, wobei sein linkes Armgelenk etwas steif blieb. Sein Vater gab Kinner im Alter von 12 Jahren nach Wien in eine Lehre zum Buchbinder. Nach seinem Lehrabschluss begab sich Kinner auf die Walz nach Deutschland. Hierbei lernte er in Ulm seine zukünftige Frau Berta kennen.

## Buchbindergewerbler, später Gastwirt
Die beiden heirateten und ließen sich im Jahre 1862 in Wiener Neustadt nieder, wo Kinner mit 1. Juli 1862 in der heutigen Herzog-Leopold-Straße 26 ein Kleingewerbe als Buchbinder und Galanteriearbeiter gründete. Kinner hat sich bereits im Jahre 1862 in der Lokalpresse für bessere Wohnungen für Arbeiterfamilien geäußert und sich sehr bald in der entstehenden hiesigen sozialdemokratischen Arbeiterbewegung engagiert, was seine Karriere als Kleingewerbler nicht befördert hat. Sein Einkommen war über die Jahre gering, erst ab 1867 gelang es Kinner Buchbinderarbeiten seitens des Magistrates zu erlangen, zuvor hatte das Magistrat beschieden, dass der Bittsteller nicht nach Wiener Neustadt, sondern nach Wien zuständig sei. Er wurde 1870 als Vertreter des 3. Wahlkörpers (Wählerklasse der „Mindestbesteuerten“) in den Gemeinderat gewählt. In dieser Funktion blieb er bis 1876. Der Börsenkrach vom 8. Mai 1873 führte dazu, dass in der Folge die großen Aufträge für die Buchbinderwerkstätte seitens des Magistrates, der Militärakademie und der Lokomotivfabrik stark zurückgingen. Kinner suchte eine Alternative und plante eine Gastwirtschaft auf der Rohrteichwiese in der heutigen Schleifmühlgasse in der heutigen Josefstadt, verkaufte jedoch das Projekt an den Gastwirt August Jaitner, um in der Folge im Zuge der Errichtung der Gutensteinerbahn von Leobersdorf nach Gutenstein, im Jahre 1874 in Matzendorf in einem ehemaligen Schafstall eine Gastwirtschaft Zum weißen Roß für die dortigen Arbeiter zu beginnen. Die Buchbinderei in Wiener Neustadt übergab er mit Jahresende 1876 an seinen Gehilfen J. F. Gleditsch. In Matzendorf bekam das Ehepaar Kinner zwei Töchter und einen Sohn. Aber die Gesundheit von Kinner wurde zusehends schlechter, weshalb Kinner zu Weihnachten 1893 einen Vormund für seine Kinder bestellte, und wenige Wochen später verstarb. Der Wiener Neustädter Arbeiterfunktionär Theodor Behlolawek hielt die Grabrede. Die Witwe Berta verstarb am 12. November 1895. Die Arbeiter von Matzendorf stifteten einen Grabstein für die Eheleute, mit dem Spruch Ruhet sanft, gewidmet von ihren Freunden.

## Arbeiter-Bau-Genossenschaft 1869
Im Sommer 1867 sanktionierte der Kaiser die beschlossenen Staatsgrundgesetze, welche mit 1. Jänner 1868 in Kraft traten, womit ein Vereins- und Versammlungsgesetz gegeben war, worauf Arbeitervereinigungen entstanden, und Kinner in den Vorstand des Wiener Neustädter Arbeitervereins gewählt wurde. Kinner bezog sein Engagement für Arbeiterwohnungen auf Erfahrungen in Mülhausen in Frankreich, wo im Jahre 1852 mit dem Großindustriellen Dollfus und dem Geld weiterer vermögender Personen die Mülhausener Arbeiterwohnungsgesellschaft (Société mulhousienne des cités ouvrières, siehe auch Mülhauser Typ) gebildet worden war. Dort bezahlte ein Hauswerber ein Zehntel des Kaufpreises und zahlte als Mieter in weiteren Monatsraten und Jahresraten weiter und wurde ab der Hälfte des Kaufpreises mit Kaufvertrag und Hypothekardarlehen Hauseigentümer. Mit 13. Mai 1869 meldet eine Lokalzeitung in Wiener Neustadt, dass in der Umgebung der Wiener Neustädter Lokomotivfabrik eine ganze Arbeitersiedlung ähnlich wie in Mülhausen entstehen wird. Im Mai 1869 bildete Kinner als Obmann mit Ludwig Neumayr als Stellvertreter ein Gründungskomitee, und eine Arbeiter-Bau-Genossenschaft wurde begonnen. Neumayr war Mitglied der Arbeiter-Internationale und redigierte das linksliberale Wiener Neustädter Wochenblatt. Die Genossenschaft kaufte vom Gastwirt und Schmid Franz Rupanowitsch dessen Haus und eine nördlich der heutigen Fischauer Straße liegende große, unbebaute Heidefläche, als Hutweide im Grundbuch, damals noch weit außerhalb der Stadt. Bereits mit 1. November 1868 wurden nach einem raschen Umbau im gekauften Gasthaus 25 Wohnungen mit Zimmer, Küche und Kabinett geschaffen und bezogen. Das erste Haus der Vereinssiedlung entstand 1870 in der heutigen Fischauer Straße 14 – 16. Die Genossenschaft betrieb eine eigene Ziegelei in Katzelsdorf, welche nach Abschluss der Bautätigkeit im Jahre 1875 verkauft wurde. Am 16. Februar 1879 wurde die Arbeiter-Bau-Genossenschaft wegen Mitglieder- und damit verbundenem Kapitalmangel aufgelöst. Inmitten der Vereinssiedlung wurde bei einer Dreifaltigkeitssäule ein begrünter Hauptplatz freigehalten, welcher später Dreifaltigkeitsplatz genannt wurde, und heute Josefsplatz heißt. Kinners Nachfolger als Obmann, Johann Zwickl, wohnhaft auf Vereinsgasse 12, verstarb am 26. November 1895.

## Anerkennungen
- 1928: Julius-Leopold-Kinner-Gasse im Stadtviertel Flugfeld von Wiener Neustadt